# Patrick Gaillard
Patrick Gaillard (Paris, 12 de Fevereiro de 1952) é um ex-automobilista francês. Participou de 5 provas finais de semana, porém só disputou duas corridas na Fórmula 1 de 1979. Atualmente, é instrutor de pilotagem na França.

## Carreira
Depois de um bom desempenho na Fórmula Renault francesa e na Fórmula 3, Gaillard teve a oportunidade de disputar na Fórmula 2, em 1979. No mesmo ano, conseguiu um lugar na equipe britânica Ensign (após o desempenho insatisfatório do piloto Derek Daly). No entanto, o Ensign N179 não era um carro competitivo, então Gaillard só conseguiu se qualificar para dois Grandes Prêmios em sua carreira.
Sua melhor classificação foi o 13º lugar no Grande Prêmio do Reino Unido . Gaillard teve que ceder sua vaga em favor de Marc Surer após esses resultados e depois de não se qualificar para o Grande Prêmio da Holanda . Nos anos seguintes, ele não conseguiu retornar à Fórmula 1.
Depois de competir na Fórmula 1, Gaillard voltou à Fórmula 2 , a série Canadian CanAm e as 24 Horas de Le Mans .
Após sua carreira como piloto, Gaillard dedicou-se à profissão de instrutor!

### Fórmula 1[5]
(legenda) 
| Ano  | Nome Oficial da Equipe | Chassis     | Motor                | 1   | 2   | 3   | 4   | 5   | 6   | 7   | 8        | 9        | 10       | 11        | 12       | 13  | 14  | 15  | Pontos | Posição  |
| ---- | ---------------------- | ----------- | -------------------- | --- | --- | --- | --- | --- | --- | --- | -------- | -------- | -------- | --------- | -------- | --- | --- | --- | ------ | -------- |
| 1979 | Team Ensign            | Ensign N179 | Ford Cosworth DFV V8 | ARG | BRA | RSA | USW | ESP | BEL | MON | FRA NQ G | GBR 13 G | GER NQ G | AUT Ret G | HOL NQ G | ITA | CAN | USA | 0      | NC (31º) |